# Крючково (Батецкий район)
Крючково — деревня в Батецком районе Новгородской области России. Входит в состав Мойкинского сельского поселения.

## География
Деревня находится в северо-западной части Новгородской области, в зоне хвойно-широколиственных лесов, на правом берегу реки Хрепёлки, на расстоянии примерно 14 километров (по прямой) к северо-востоку от посёлка Батецкого, административного центра района. Абсолютная высота — 65 метров над уровнем моря.

### Часовой пояс
Деревня Крючково, как и вся Новгородская область, находится в часовой зоне МСК (московское время). Смещение применяемого времени относительно UTC составляет +3:00.

## Население
| 2010 |
| ---- |
| 10   |

Половой состав
По данным Всероссийской переписи населения 2010 года в гендерной структуре населения мужчины составляли 30 %, женщины — соответственно 70 %.

Согласно результатам переписи 2002 года, в национальной структуре населения русские составляли 100 % из 8 чел.